# Narcissistic Cannibal
Narcissistic Cannibal – drugi singel promujący dziesiąty album nu metalowego zespołu Korn. Został wydany 18 października 2011 roku. Zawiera gościnną produkcję dubstepową kompozytorów Skrillexa i Kill the Noise.
Utwór był dostępny do darmowego ściągnięcia w formacie WAV na oficjalnej stronie zespołu od 13 do 16 października.

## Kompozycja
Jonathan Davis wypowiedział się o utworze: "W tej piosence śpiewam o ludziach, którzy są tak narcystyczni, że zasadniczo zjadają samych siebie i się niszczą. To jest istota historii".

## Teledysk
Teledysk przedstawia koncert zespołu sfilmowany 27 września 2011 roku w legendarnym klubie nocnym Roxy Theatre z tańczącą publicznością liczącą 125 osób (tyle fanów dostało darmowy wstęp za udział w teledysku). Oficjalna premiera odbyła się 21 października 2011.

## Lista utworów
Digital single
- "Narcissistic Cannibal" (album version) - 3:14

Remix EP
- "Narcissistic Cannibal" (Dirty Freqs Dub)
- "Narcissistic Cannibal" (Dirty Freqs Mix Show Remix)
- "Narcissistic Cannibal" (Adrian Lux & Blende Remix)
- "Narcissistic Cannibal" (Andre Giant Remix)
- "Narcissistic Cannibal" (Dave Audé Club Mix)
- "Narcissistic Cannibal" (Dave Audé Dub)
- "Narcissistic Cannibal" (Dave Audé Radio Mix)
- "Narcissistic Cannibal" (J. Rabbit Remix)

## Covery
- Zespół EarlyRise stworzył w 2012 roku własną rockową wersję utworu, jednakże spokojniejszą, z większym udziałem pianina niż gitar.
- Zespół Dirty Youth stworzył w 2012 roku akustyczną wersję piosenki na otwarcie koncertu Korn The Path of Totality Tour.